# フォカロル

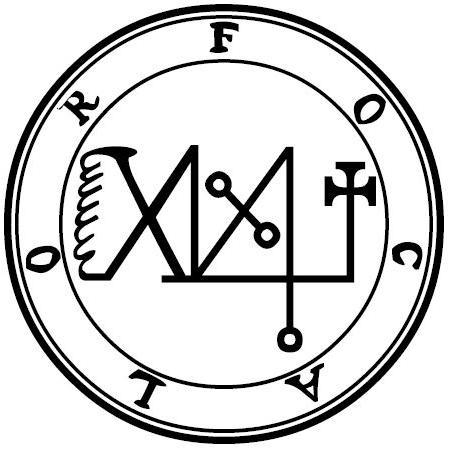
『ゴエティア』に記されたフォカロルのシジル

フォカロル（Focalor）は、悪魔学における悪魔の一人。

## 概要
フォルカロル（Forcalor）あるいはフルカロル（Furcalor）とも呼ばれる。『ゴエティア』によると序列41番の地獄の大公爵。30の悪魔の軍団を率いるという。
召喚されると、グリフォンの翼を持った男の姿で現れる。風と海を支配し、人々を溺死させ、軍艦を転覆させる力を持つ。しかし、召喚者によって命じられない限りは人を傷つけようとはしないという。1000年後に第七座天使に復位することを望んでいるとされる。
『大奥義書』に登場する悪魔であるルキフゲ・ロフォカレ（Lucifuge Rofocale）の名前の後半部分は、フォカロルとアナグラムの関係にある。